# Kenneth R.G. Browne
Kenneth R.G. Browne född Kenneth Robert Gordon Browne 1895 sannolikt dödad under ett bombanfall mot London 1940, amerikansk författare och dramaturg.